# مودست امبامی
مودست امبامی (فرانسوی: Modeste M'bami‎؛ زادهٔ ۹ اکتبر ۱۹۸۲ – درگذشتهٔ ٧ ژانویهٔ ٢٠٢٣) بازیکن سابق فوتبال اهل کامرون بود.
از باشگاه‌هایی که در آن بازی کرده‌است می‌توان به باشگاه فوتبال آلمریا، باشگاه فوتبال سدان، باشگاه فوتبال الاتحاد، باشگاه فوتبال چانگچون یاتای، باشگاه فوتبال دالیان ییفانگ، باشگاه فوتبال المپیک مارسی، باشگاه فوتبال پاری سن ژرمن و باشگاه فوتبال لو آور اشاره کرد.
وی بر اثر سکته قلبی در تاریخ ۷ ژانویه ۲۰۲۳ درگذشت.